# Керкуолл (аэропорт)
Аэропорт Керкуолл (англ. Kirkwall Airport, гэльск. Port-adhair Baile na h-Eaglais) (ИАТА: KOI, ИКАО: EGPA) — главный аэропорт Оркнейских островов на севере Шотландии. Расположен в 4,6 км к юго-востоку от столицы Оркней Керкуолла, принадлежит Highlands and Islands Airports Limited.

## Авиакомпании и назначения
- Flybe
  - оператор Loganair (Абердин, Эдинбург, Глазго Международный, Инвернесс, Самборо);
- Loganair (Идей, Норт-Роналдсей, Папа-Уэстрей, Сандей, Стронсей, Уэстрей).